# Pavel Evgenjevič Demidov
Pavel Evgenjevič Demidov (tudi rusko Павел Евгеньевич Демидов, latinizirano: Pavel Evgen'evič Demidov), ruski speleolog in jamar, * 13. avgust 1971, Moskva), † 23. avgust 2020, gorovje Arabika v Abhaziji.
Najbolj znan je po raziskovanju zelo globokih jam, še posebej kot vodja odprav skupine Perovo-speleo v jamo Verëvkina v gorovju Arabika v Abhaziji ob Črnem morju, ki je od leta 2017 najgloblja jama na svetu.

## Življenje in delo
Rodil se je v Moskvi, oče Evgenij Pavlovič Demidov je agrotehnični inženir, mati Elvira Ivanovna Mazeina je delala kot elektrotehnica v montaži raketnih motorjev. Po šoli št. 668 (1978–1988) v Moskvi je diplomiral iz navigacije na Državni pomorski akademiji v Odesi (1988–1994). Študij je vključeval poldrugo leto usposabljanja na morju, plovbo po Črnem in Sredozemskem morju, na učnih in trgovskih ladjah. Ker po diplomi ni našel primerne zaposlitve v ruski trgovski floti, se je leta 1994 vrnil v Moskvo. Opravljal je različna dela, med drugim je dobrega pol leta služboval na ruski tunolovki ob otočju Fidži leta 2004 kot predstavnik lastnika, nato pa se je preživljal z delom na višini.

## Jamarstvo
Med šolskimi izleti v gore Krima, na Zahodni Kavkaz in med vsakoletnimi potovanji v vas Verhnjaja Sysert na jugu Urala, kjer je živela njegova babica, se je Demidov začel zanimati za naravo in za plezanje. Da bi se usposobil za vrvno tehniko se je leta 2000 udeležil jamarske šole Jamarskega kluba Perovo iz Moskve. Jama zablodelih (Peščera Zabludših) v gorovju Alek nad Sočijem, blizu Črnega morja je bila njegova prva jama, februarja 2000. Jama je bila odkrita leta 1966 in pogosto na programu jamarskih šol, saj je dovolj težka in dovolj globoka, do končnega sifona na -420 m. Demidov in še trije udeleženci jamarske šole: Pëtr Ljubimov - Petja, Konstantin Zverev - Kostja in Roman Zverev so uspeli priti mimo tega sifona in na drugi strani se je odprl nov rokav jame. Leta 2000 je četverica naredila še 5 odprav, 3 v isto jamo,, eno v jamo v Skalnem grebenu (Skalistij hrebet) na Severnem Kavkazu, in eno v Jamo Verëvkina. Ta je bila odkrita leta 1968, ponovno odkrita leta 1982 in leta 1986 raziskana do -440 m. Odprava leta 2000 je bila prva v to jamo po vojni v Abhaziji v letih 1992 in 1993 ter tudi prva odprava vanjo z uporabo vrvne tehnike. Ker v osrednji Rusiji ni primernih jam so jamarske ekskurzije vedno v obliki odprav, ki običajno trajajo od treh tednov do enega meseca.
Leta 2002 so Demidov, Ljubimov in oba Zvereva ustanovili društvo Perovo-speleo in prvo jamo, kjer so se izkazali, je bila jama Only Stones avgusta 2002 na gorovju Arabika v Abhaziji, na območju Dzou. Jamo so odkrili Italijani, je blizu jezera, 2000 m nad morjem, in ima visok vhod. Takrat je bila globoka 200 m in uspeli so jo poglobiti na 360 m. Med odpravo avgusta 2004 so na istem področju  odkrili tudi jamo Vjatskaja. Only Stones se je končala z velikim podorom, medtem ko je Vjatskaja šla naprej in tako so vanjo izvedli še več odprav. Po nekaj letih so prišli 453 m globoko. Po letu 2001 so Demidov in ekipa raziskovali tudi več jam na gorovju Bzyb, ki meji na Arabiko, jamo Habju leta 2001,, jamo Napra v letih 2001–2003, in jamo Pantjuhinskaja leta 2008. Sodelovali so tudi pri odpravah v jame drugih jamarskih klubov, od jame Voronja na Arabiki leta 2005, do jame Snežnaja na Bzybu leta 2016.

## Jama Verëvkina
Ko so leta 2000 začeli delati v Verëvkini, je bila jama globoka 440 m in končala se je z ozkim in dolgim meandrom. Kar so izkopali je bilo treba prenašati zelo daleč. Novembra 2002 je bila še ena odprava na dno: Demidov, Kostja, Petja, Grigorij Sanevič - Griša, ter Danila in Filip Čeredničenko iz Sankt Peterburga. Odločili so se, da bodo poskusili najti kako drugo nadaljevanje, na poti od dna do vhoda. Na globini 120 m so odkrili še en ozek meander, skozi katerega se je Demidov uspel pretolči, do vrha brezna. Jama je šla naprej. Vsako leto do leta 2010 so jamarji iz društva spet šli v to jamo, na šestih odpravah so vedno sledili prepihu v oknih nad sicer slepim dnom brezna. Leta 2010 so prišli do meandra na globini od 320 do 340 m, kjer so se ustavili. Ni šlo več naprej, opustili so nadaljnje raziskovanje jame.
Februarja 2007 so jamarji društva Perovo-speleo, z Demidovim, začeli nadaljevati raziskovanje jame Moskovskaja. Tudi ta se nahaja na območju Dzou, v osemdesetih letih je bila raziskana do globine 980 m; vhod je 2307 m nad morjem. Evgenij Starodubov, edini še preostali član društva, ki je prva raziskovala jamo, jo je prepustil društvu Perovo-speleo, da bi jo raziskovali naprej. Bilo je 5 odprav in na drugi odpravi so prekopali ozek meander, zaobšli sifon ter dosegli globino 1.000 m. Nadaljnje odprave so prinesle globino 1.250 m, kjer se podzemski potok zliva v sifon. Za delo v Moskovski jami je društvo, vodil ga je Demidov, prejela medaljo A. Morozova za leto 2011, najvišje rusko priznanje za dosežke v speleologiji. Nadaljnje odprave, zadnja je bila leta 2015, so odkrile več stranskih delov jame, a nikjer niso prišli globlje od končnega sifona. Ko se se člani društva avgusta 2015 vrnili na abhazijsko obalo, v mesto Gagra, so tam srečali Alekseja Baraškova, novega predsednika jamarskega kluba Perovo, kjer se je začela jamarska pot društva Perovo-speleo. Perovci so tudi raziskovali Verëvkino in leta 2009 med potjo iz Gagre do jame, na kolovozu visoko na gori, se je džip, GAZ-66 prevrnil in dva jamarja sta se poškodovala, eden zelo resno. Zato je jamarski klub Perovo za nekaj časa, do leta 2012, prenehal z raziskovanjem v Verëvkini. Leta 2013 so prebili ožino na novem dnu (kjer so se jamarji iz društva Perovo-speleo ustavili leta 2010), na -340 m, in prišli do križišča dveh meandrov. Eden je imel močan prepih, drugi pa tekočo vodo (rokav Narnia). Sledili so vodi in izgubili dve leti v tistem rokavu, vse je bilo zelo ozko, ožina na ožino. Leta 2015 so se odločili, da bodo poskusili še meander s prepihom in z le malo kopanja dosegli naslednje brezno, na globini približno 360 m, kjer so se ustavili zaradi pomanjkanja vrvi in časa. Ker sta jamo raziskovali obe društvi, so se v Perovo-speleo pod vodstvom Demidova odločili, da nadaljujejo na tej točki, na -360 m. Pozimi 2015/2016 bi bil dostop pretežak, zato so naslednjo, zelo majhno odpravo naredili junija 2016. Za ovinkom na dnu zadnjega, 30-metrskega brezna, se je Evgenij Kuzmin znašel na stropu Babatunde, največje dvorane v jami, visoke 155 m. Skupna globina jame je tako prišla do 630 m.
Avgusta 2016 je sledila skupna odprava obeh ekip in dosegla globino 1000 m, z odprtim nadaljevanjem. Med novo odpravo obeh ekip oktobra in novembra 2016 so jamo poglobili na 1350 m. Jih je pa naslednje jutro po vrnitvi na površje presenetil prvi sneg, ceste so postale neprevozne tudi za terenski tovornjak, ki bi moral priti ponje in 3 dni so gazili globok sneg, da so prispeli v dolino. Ob naslednji odpravi februarja 2017 so potovali do vhoda s helikopterjem. Dosegli so globino 1832 m, in Verëvkina je postala druga najglobja na svetu, za jamo Voronja. Dosežek je prinesel ekipi Perovo-speleo, ki jo je zastopal Demidov, nagrado Mednarodne speleološke zveze (UIS) za leto 2017 v kategoriji Najpomembnejše odkritje / raziskava. Na začetku avgusta 2017 so se jamarji speleo kluba Perovo spustili na -2155 m, kjer so prišli do sifona, in se vrnili. Takoj zatem, sredi avgusta, je odprava Perovo-speleo s češkim jamarjem Zdenekom Dvořakom izmerila 7 km novih vodoravnih roovov, dosegla podzemno reko s pretokom 500 litrov na sekundo in dvema končnima sifonoma na globini 2204 m. Verëvkina je postala najglobja jama na svetu.
Februarja 2018 je majhna ekspedicija štirih jamarjev, ki jo je vodil Demidov, dosegla -2212 m, končno globino jame, na dnu sifona Kapitan Nemo. Sledilo je več odprav,, vključno s fotografsko odpravo na dno jame za revijo National Geographic septembra 2018, z angleškim jamskim fotografom Robbiejem Shoneom. Med odpravo je močno deževje na površju povzročilo poplavni val v jami, ki je zalil spodnje nadstropje jame več kot sto metrov visoko. Končna dolžina jame, 17500 m, je bila izmerjena avgusta 2019.
V jami Verëvkina je mogoče brez potapljanja priti do obsežne mreže lahko prehodnih rovov, več kot 2000 m globoko in je zato zanimiva za znanost, kar je hitro spoznal tudi Demidov. Spodbujal je znanstvene raziskave, od meritev temperature in vodnega tlaka do iskanje novih živalskih vrst. Raziskovanje te jame je predstavil na več mednarodnih dogodkih, imelo je velik odmev v širši javnosti, izkušnje Demidova pa so bile upoštevane tudi ob zanimivih dogodkih po svetu, povezanih z jamami.

## Druge dejavnosti
Oktobra 2006 je Demidov sodeloval v mednarodni odpravi v jamo Ghar Parau v Iran, julija 2007 se je pridružil skupini CAVEX v jamo Sima GESM v naravnem parku gorovja Sierra de las Nieves v Španiji, septembra in oktobra 2007 ter septembra 2010 je sodeloval v kitajsko-angleško-ruski odpravi v globoke jame Tianxinga, Kitajska. Novembra 2012 je obiskal jamo Gran Caverna de Santo Tomás v dolini Viñales na Kubi, avgusta 2013 jame v Severni Makedoniji, avgusta 2014 pa je sodeloval v drugi odpravi skupine CAVEX v Španijo, v brezno Sima de las Puertas Illamina (BU56). Januarja 2017 se je udeležil Mednarodnega jamarskega srečanja FinalMenteSpeleo2017 v Italiji, novembra 2017 pa se je udeležil usposabljanja za reševanje jam v jamah gorovja Chatyr-Dag na Krimu. Junija 2018 se je pridružil raziskovanju jame W le Donne v Italiji.
Leta 2004 je delal na tunolovki ob otokih Fidži, kjer živi tudi veliko ruskih izseljencev, kasneje pa se je na Fidži še večkrat vrnil. Od novembra 2008 do marca 2009 je prehodil glavni otok Viti Levu, med potjo prek drugega največjega otoka Vanua Levu leta 2012 pa ga je pičila osa, pot je moral prekiniti, in končalo se je v bolnišnici. Od januarja do maja 2019 je opravil pohod po gorah otoka Viti Levu. Na Fidžiju je tudi veliko jam, ki pa niso globoke in ga niso zanimale.

## Smrt
Zaradi pandemije COVID-19 so bile vse jamarske odprave v jame na grebenu Arabika poleti 2020 odpovedane, ko pa je bila meja z Abhazijo 1. avgusta spet odprta, je vseeno sledilo nekaj manjših odprav. Demidov se je pridružil odpravi skupine CAVEX v brezno Integral, severno od jame Verëvkina, 2345 m nad morjem, ki je bila prej raziskana do globine 200 m. 23. avgusta sta s Stanislavom Homjakovim prišla do meandra, ki je bila zadnja raziskana točka jame, na globini 305 m. Meander se začne z ozkim prehodom med kamni in balvani na dnu podorne dvorane. Oba sta ožino zlahka premagala in na koncu meandra prišla do majhne police. Demidov se je vrnil po vrv, Homjakov pa je ostal in čistil s police kamenje, ki bilo nevarno za spust v brezno pod njo. Ko Demidova dolgo ni bilo, je Homjakova zaskrbelo in povzpel se je nazaj. Našel je nov podor gline in kamenja, sredi njega pa Demidova, brez znakov življenja.

## Opomba
1. ↑  Izvirna cirilska imena so v tem prispevku romanizirana po en:Scientific transliteration of Cyrillic.